# Philippe Léonard
Philippe Léonard (født 14. februar 1974 i Liège, Belgien) er en tidligere belgisk fodboldspiller (venstre back).
Léonards karriere strakte sig fra 1991 til 2008. Mest nævneværdige er hans ophold hos Standard Liège i den belgiske liga samt AS Monaco i Ligue 1. Hos Monaco var han med til at vinde to franske mesterskaber. Han sluttede sin karriere af med kortvarige ophold hos Feyenoord i Holland og hos Rapid Bucureşti i Rumænien.
Léonard spillede desuden 26 kampe for det belgiske landshold. Han var en del af det belgiske hold til EM i 2000 på hjemmebane. Her spillede han alle den første af belgiernes kampe, en 2-1 sejr over Sverige. Holdet røg ud efter gruppespillet.